# Zoltán Lajos Bay
Zoltán Lajos Bay (Gyula, 24 de julio de 1900-Washington D. C., 4 de octubre de 1992) fue un físico, profesor e ingeniero húngaro que desarrolló tecnologías, incluidas lámparas de tungsteno y dispositivos de microondas. Fue el líder del segundo grupo para observar los ecos de radar de la luna (rebote lunar). Desde 1930 trabajó en la Universidad de Szeged como profesor de física teórica.

## Biografía

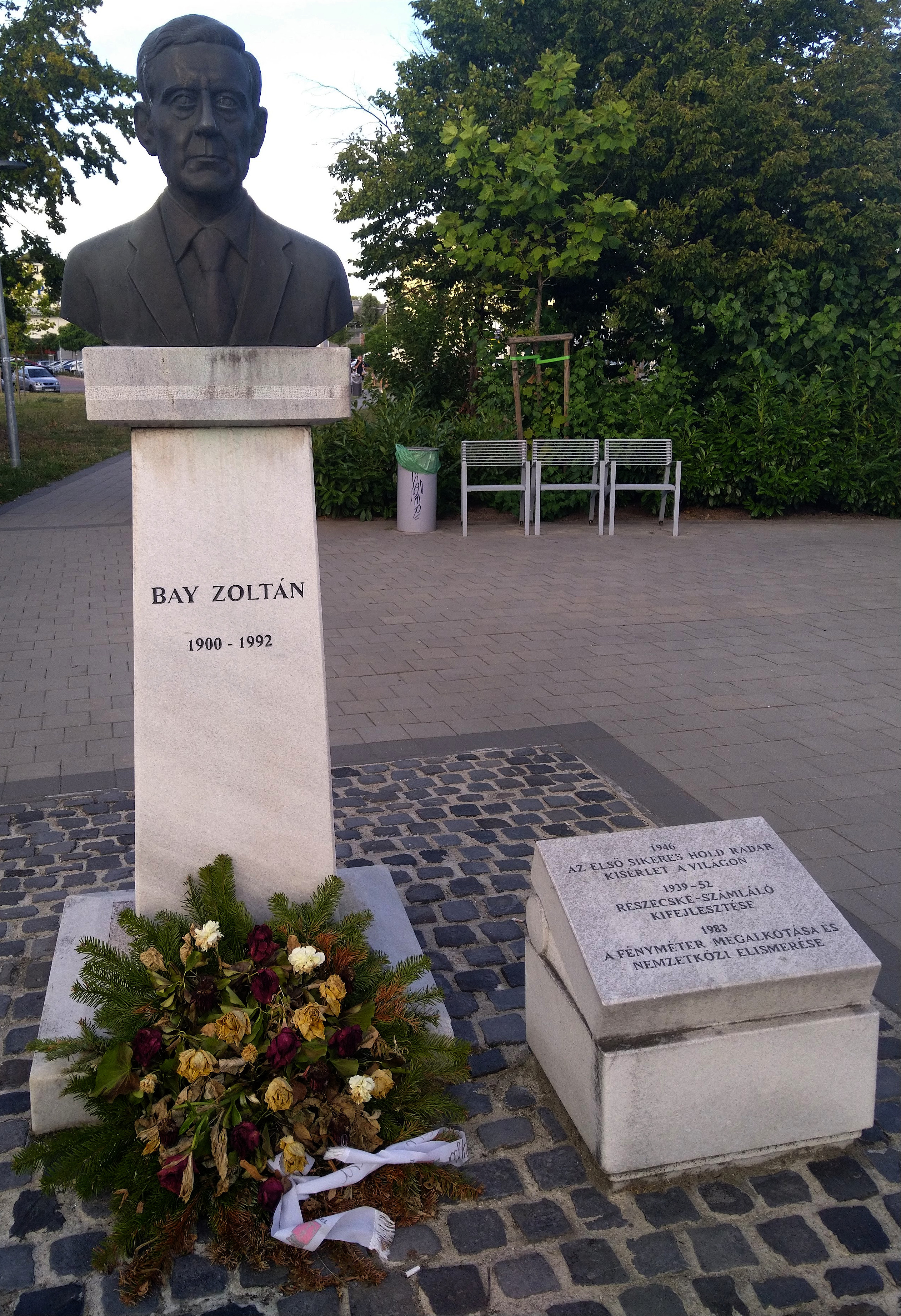
Busto y placa conmemorativa de Zoltán Lajos Bay en Újpest, Hungría. La placa de la derecha enumera sus logros.

En 1923 se creó en Tungsram Ltd. un laboratorio de investigación para mejorar las fuentes de luz, principalmente bombillas eléctricas. El jefe de ese laboratorio era Ignác Pfeifer, entre cuyo personal de investigación se encontraba Zoltán Bay, junto con Tivadar Millner, Imre Bródy, György Szigeti, Ernő Winter y muchos otros.
György Szigeti trabajó junto con Zoltán Bay en lámparas de vapor metálico y fuentes de luz fluorescente. Recibieron una patente estadounidense sobre "fuentes de luz electroluminiscentes" hechas de carburo de silicio; Estas fuentes de luz fueron los antepasados de los diodos emisores de luz (LED).
En 1955, se convirtió en jefe del Departamento de Física Nuclear de la Oficina Nacional de Estándares (NBS, hoy llamado Instituto Nacional de Estándares y Tecnología), donde midió la velocidad y la frecuencia de la luz mediante un método de medición hasta entonces desconocido. Como resultado de su investigación, la conferencia de 1983 de la Oficina Internacional de Pesas y Medidas aceptó, como estándar, la definición de metro recomendada por el.
En 1998, el Estado de Israel lo reconoció como uno de los Justos de las Naciones e incluyó su nombre en Yad Vashem como el rescatador número 6497.